# Antalis
Antalis este un gen de scafopode din familia Dentaliidae.

## Specii[1]
- Antalis aculeata
- Antalis agile
- Antalis antillaris
- Antalis bartletti
- Antalis berryi
- Antalis boucheti
- Antalis callithrix
- Antalis cerata
- Antalis circumcinctum
- Antalis dentalis
- Antalis diarrhox
- Antalis disparile
- Antalis entalis
- Antalis gardineri
- Antalis glaucarena
- Antalis guillei
- Antalis inaequicostata
- Antalis inflexa
- Antalis intesi
- Antalis longitrorsa
- Antalis marukawai
- Antalis novemcostata
- Antalis occidentalis
- Antalis panorma
- Antalis perinvoluta
- Antalis phanea
- Antalis pilsbryi
- Antalis porcata
- Antalis pretiosa
- Antalis rossati
- Antalis senegalensis
- Antalis suteri
- Antalis taphria
- Antalis tibana
- Antalis tubulata
- Antalis usitata
- Antalis valdiviae
- Antalis weinkauffi
- Antalis vulgaris